# موتولایاتاق
موتولایاتاق (به لاتین: Motolayataq) یک منطقه مسکونی در جمهوری آذربایجان است که در شهرستان آستارا واقع شده‌است. این منطقه  ۱٬۱۰۸ نفر جمعیت دارد. دهیاری موتولایاتاق شامل روستاهای موتولایاتاق، عنبربو، وله پرقو، اکبرمحله و شخم پشته است.

## ریشه واژه
موتول یا موتال نام یک درخت است و یاتاق به‌معنای استراحتگاه یا اقامتگاه موقت.